# Olympische Winterspiele 1952/Teilnehmer (Niederlande)
| Gelbes Symbol für Goldmedaillen mit stilisierten Olympischen Ringen | Graues Symbol für Silbermedaillen mit stilisierten Olympischen Ringen | Braundes Symbol für Bronzemedaillen mit stilisierten Olympischen Ringen |
| ------------------------------------------------------------------- | --------------------------------------------------------------------- | ----------------------------------------------------------------------- |
| —                                                                   | 3                                                                     | —                                                                       |

Die Niederlande nahmen an den Olympischen Winterspielen 1952 in der norwegischen Hauptstadt Oslo mit elf Athleten, zwei Frauen und neun Männern, teil.
Seit 1928 war es die vierte Teilnahme eines niederländischen Teams bei Olympischen Winterspielen.

## Flaggenträger
Der Eisschnellläufer Willem van der Voort trug die Flagge der Niederlande während der Eröffnungsfeier im Bislett-Stadion.

## Medaillen
Mit drei gewonnenen Silbermedaillen belegte das niederländische Team Platz 9 im Medaillenspiegel.

### Silber
| Name/n               | Sportart       | F/M | Wettkampf |
| -------------------- | -------------- | --- | --------- |
| Cornelis Broekman    | Eisschnelllauf |     | 5000 m    |
| Cornelis Broekman    | Eisschnelllauf |     | 10.000 m  |
| Willem van der Voort | Eisschnelllauf |     | 1500 m    |

## Teilnehmer nach Sportarten

### Eiskunstlauf
Damen:
- Lidy Stoppelman
22. Platz

### Eisschnelllauf
Herren:
- Cornelis Broekman
1500 m: 5. Platz – 2:22,8 min
5000 m:  – 8:21,6 min
10.000 m:  – 17:10,6 min
- Jan Charisius
500 m: DNF (Sturz)
- Cornelis van der Elst
500 m: 19. Platz – 45,3 s
1500 m: 26. Platz – 2:27,6 min
- Anton Huiskes
5000 m: 4. Platz – 8:28,5 min
10.000 m: 5. Platz – 17:25,5 min
- Gerard Maarse
500 m: 8. Platz – 44,2 s
1500 m: 12. Platz – 2:24,3 min
- Egbert van ’t Oever
5000 m: 19. Platz – 8:47,6 min
10.000 m: 19. Platz – 18:20,8 min
- Willem van der Voort
500 m: 19. Platz – 45,3 s
1500 m:  – 2:20,6 min
5000 m: 5. Platz – 8:30,6 min

### Ski Alpin
| Damen: - Margriet Prajoux-Bouma Riesenslalom: 40. Platz – 3:31,0 min | Herren: - Dick Pappenheim Abfahrt: 45. Platz – 3:00,0 min Riesenslalom: 52. Platz – 2:57,6 min Slalom: 74. Platz – 1:29,1 min (nach 1. Runde ausgeschieden) - Peter Pappenheim Abfahrt: 48. Platz – 3:05,7 min Riesenslalom: 70. Platz – 3:15,1 min Slalom: 68. Platz – 1:22,6 min (nach 1. Runde ausgeschieden) |